# 風間雷太
風間 雷太（かざま らいた、1982年10月27日 - ）は、日本のイラストレーター。東京都在住。アカデミー・オブ・アート大学卒業。
代表作はセガのアーケードゲーム、『三国志大戦』『戦国大戦』『ボーダーブレイク』『パズル&ドラゴンズ』『ブリガンダイン ルーナジア戦記』など。

## 概要
細かい描き込みの作風が特徴。ファンタジー調のイラストを主に手掛けるが、メカなども好んで描く。
使用ソフトはPainter8およびPhotoshop。ペンタブレットはワコムIntuos 3ののち、Cintiq 24HD Touchを使用。
現在は主にiPad ProのProcreateを使用して描いている。
対戦型格闘ゲームのプレイヤーとしても著名で、『ストリートファイターIII 3rd STRIKE』(エレナ)で闘劇本戦出場歴3回あり。
戦国時代の武将・池田恒興の子孫であるとされる。

## 作品リスト

### アーケードゲーム
- 三国志大戦シリーズ（カードイラスト）
- 戦国大戦シリーズ（カードイラスト）
- ボーダーブレイクシリーズ（キャラクターデザイン、パブリシティイラスト）
- LORD of VERMILION IIIシリーズ（カードイラスト）
- MAGIBLAST（キャラクターデザイン）

### その他コンピュータゲーム等
- Coded Soul -受け継がれしイデア-（キャラクターデザイン、メインビジュアル）
- TRAVIA Online（キャラクターイラスト、メインビジュアル）
- WWII（メインビジュアル）
- 勇者30（キャラクターイラスト）
- 戦国絵札遊戯 不如帰 -HOTOTOGISU- 乱（カードイラスト）
- THE EYE OF JUDGMENT（キャラクターデザイン、カードイラスト）
- Xenoblade（キャラクターデザイン、イラスト）
- XenobladeX（キャラクターデザイン、イラスト）
- ファンタシースターオンライン エピソード3 カードレボリューション（カードイラスト）
- ボーダーブレイクmobile -疾風のガンフロント-（カードイラスト、キャラクターイラスト）
- パズル&ドラゴンズ（モンスターイラスト）
- BORDER BREAK（一部キャラクターデザイン）
- スターオーシャン:アナムネシス（キャラクターイラスト）
- ヴァルキリーアナトミア -ジ・オリジン-（キャラクターイラスト）
- ブリガンダイン ルーナジア戦記（アート・キャラクターデザイン[4]）
- 聖塔神記 トリニティトリガー（キャラクターデザイン）

### トレーディングカードゲーム
- 牙トレーディングカードゲーム（カードイラスト）
- 天元突破グレンラガン ドリル銀河大戦カードゲーム（カードイラスト、パッケージイラスト）
- ヴァンガード（カードイラスト）
- MTG（カードイラスト）

### 書籍等
- 廣済堂文庫『よくわかる「世界の女神」事典』（カバーイラスト）
- 晋遊舎 『エミュレーター通信』（表紙イラスト）
- メディアワークス『戦国BASARA2 VISUAL&SOUND BOOK』シリーズ（描き下ろし）
- アルファライト文庫『レイン』3巻以降（挿し絵）
- フロムソフトウェア『【eM】-eNCHANT arM-』（予約特典画集用ピンナップイラスト）
- ファミ通文庫『サウザンドメモリーズ　夢幻の果て、九頭の蛇』（挿し絵）
- 早川書房 『隷王戦記 フルースィーヤの血盟』（カバーイラスト）